# Cuenca del Plata
La cuenca del Plata, también conocida como la región platina, es la parte de América del Sur drenada por el propio Río de la Plata y sus afluentes. Cubre un área de unos 3 100 000 km², lo que la convierte en la quinta más grande del mundo, por detrás de las cuencas de los ríos Amazonas, Congo, Nilo y Misisipi, y abarca territorios de cinco paísesː Argentina, Bolivia, Brasil, Paraguay y Uruguay. 
Las precipitaciones que caen en su ámbito se reúnen en dos grandes cursos, los ríos Paraná y Uruguay, que luego vierten sus aguas en el Río de la Plata, el que finalmente desemboca en el océano Atlántico Sur. 
El conjunto fluvial de la cuenca del Plata forma el principal sistema de recarga del acuífero Guaraní, una de las mayores reservas continentales de agua dulce del mundo. Los gobiernos de los países implicados estudian el modo de aprovecharlo de forma sustentable, asegurando así la provisión de agua potable a sus habitantes. La cuenca sirve de asiento a una población de más de 100 millones de habitantes, por lo que la interacción humana con la misma a lo largo del tiempo en forma incontrolada produce cambios significativos, tanto para la cuenca como para la calidad de vida de sus habitantes.
Los dos grandes ríos de la cuenca, el Paraná y el Uruguay, tienen una densa red de afluentes, subafluentes y tributarios menores, como los ríos Paraguay, Pilcomayo, Bermejo, Pilagá, Salado del Norte, Carcarañá, Tercero, Cuarto, Iguazú, Salado del Sur, Gualeguay, Corrientes, Santa Lucía, Guayquiraró, San Javier, Samborombón (sobre el Paraná), Ibicuy, Mocoretá, Gualeguaychú, Miriñay, Aguapey, Negro, Queguay, Arapey, arroyo Nogoyá (sobre el Uruguay), entre otros.

## Ubicación geográfica
La Cuenca del Plata se encuentra en los paralelo 15° latitud sur y 35° latitud sur y los meridianos 68° longitud oeste y 44° longitud oeste, con aproximadamente 3 170 000 km², abarcando parte de Brasil y Argentina, la totalidad del Paraguay, el sur y este de Bolivia, y gran parte del Uruguay. Es geopolíticamente importante en América del Sur, pues abarca zonas con distintas características hidrográficas, económicas y socioculturales: la cuenca del río Paraguay, la del Alto Paraná, la del río Uruguay, y la del Paraná Medio e inferior.

## Principales ríos del sistema
La cuenca del Plata se compone de cuatro importantes subcuencas, las de los ríos: Uruguay, Paraná, Paraguay, y la propia cuenca del Río de la Plata. El conjunto comprende las cuencas de los tributarios de estos, como el río Bermejo, el río Pilcomayo, y el Salado del norte, entre otros. En tan enorme extensión se pueden encontrar distintos ambientes acuáticos naturales, que van desde los trópicos de agua dulce hasta aquellos en que esta se mezcla con agua de mar, formando un ecosistema estuarial, en la desembocadura del Río de la Plata.

## Características generales de la cuenca del Plata

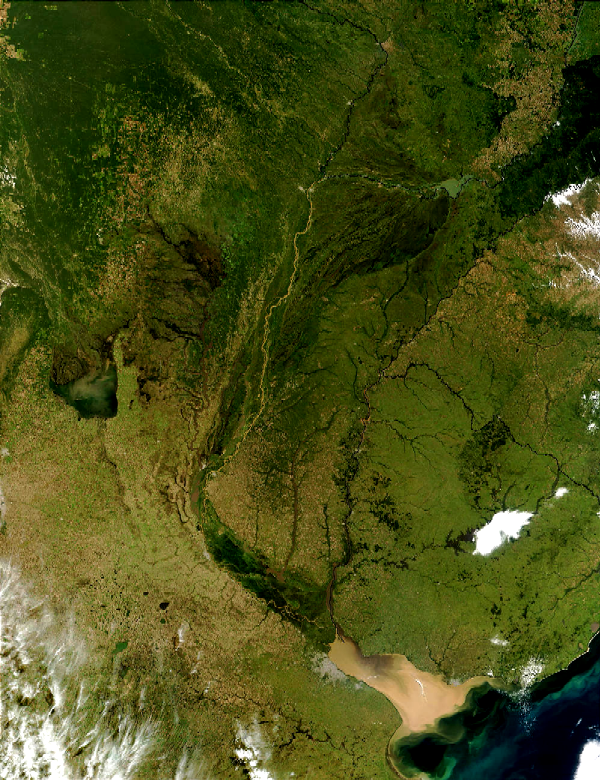
Mapa satelital del río de la Plata y parte de su cuenca.

La Cuenca del Plata tiene 3 200 000 km², en la que se destacan el río Paraná, uno de los más grandes y caudalosos del mundo, y los ríos Paraguay y Uruguay. Este conjunto hidrográfico desemboca en el Río de la Plata y, por intermedio de este, en el océano Atlántico. El caudal medio de la cuenca es de 23 000 m³. La mayoría de estos cursos son navegables por buques de mediano porte y casi todos ellos por barcazas.
Existen numerosas represas hidroeléctricas en operación, principalmente en la cuenca del río Paraná. En territorio uruguayo, sobre el río Negro oriental se ubican Rincón del Bonete, Rincón de Baygorria, y Paso del Palmar. En el río Uruguay, en la frontera entre Uruguay y Argentina, se encuentra la represa de Salto Grande. También en Argentina se encuentra el embalse de Cabra Corral, en el Saladillo, provincia de Salta; y en la provincia de Corrientes, en la frontera con Paraguay, se encuentra la Represa de Yacyretá, sobre el río Paraná. Aguas arriba de este curso, en la frontera del Paraguay con el Brasil se emplaza la mayor del mundo: Itaipú. Otras represas en territorio brasileño son Paraná, Dorada, Furnas, Isla Soltera, y Jupiá.
El río Iguazú también cuenta con varias represas, todas ellas en territorio brasileño: Gobernador Bento Munhoz da Rocha Neto, Gov. Ney Aminthas de Barros Brag, Represa de Salto Caxias, Represa de Salto Santiago, Represa de Salto Osório, y Represa de Foz de Areia.
En las nacientes del río Paraná la precipitación media anual son del orden de 1200 a 1700 mm. En el río Paraguay la precipitación media anual varía entre 1000 y 1400 mm. Ambos ríos se unen en confluencia a 50 km aguas arriba de la ciudad de Corrientes, en la zona conocida como Paso de la Patria, y drenan cuencas de aproximadamente el mismo tamaño. El aporte del Alto Paraná en la zona de Paso de la Patria es de 12 000 m³/s, y el Río Paraguay contribuye con un caudal medio anual de 4000 m³/s, totalizando un caudal medio anual de 16 000 m³/s.
Hasta dicho punto la cuenca del río Paraná tiene pendientes bien marcadas y una red de drenaje bien desarrollada; en cambio, en el río Paraguay las pendientes son mucho menores y la red de desagües es menos desarrollada. En la cuenca superior del río Paraguay existe una región de grandes pantanos, de una extensión de unos 400 000 km², llamada el Pantanal, donde las aguas remansan demorando su escurrimiento.
El parque nacional Iberá y la reserva natural del Iberá se encuentra en la zona centro-norte de la provincia argentina de Corrientes; la componen los esteros y las lagunas del Iberá con una extensión de 13 000 km², drenando al río Paraná por intermedio del río Corriente. 
Toda la cuenca es frecuentada por pescadores, tanto los comerciales, como los que lo hacen como deporte, pues encuentran en ella un importante y variado conjunto de especies de peces deportivos.

## Las subcuencas y sus afluentes

### Cuenca del río Paraná
La cuenca del río Paraná es la de mayor superficie (1 510 000 km²) y el río, nacido de la unión de los ríos Paranaíba y Grande, es, a la vez, el curso más largo: 2570 km. Si se le suman los 1200 km del río Paranaíba, la longitud total asciende a 3770 km. Desde su nacimiento hasta la desembocadura pueden diferenciarse tres tramos: el superior o Alto Paraná (hasta la confluencia del río Paraguay, 1550 km), el Paraná Medio (722 km) hasta la ciudad de Diamante, y el Paraná inferior o Delta (hasta la confluencia con el río Uruguay, 298 km).

### El Alto Paraná
El punto clave en el curso del Alto Paraná —en el que recibe, por la margen izquierda, al último de sus grandes tributarios, el Iguazú, que se vierte en él después de recorrer 1320 km bajando desde la Sierra del Mar con rumbo este-oeste, junto el Tieté— integra el grupo de las grandes vías fluviales que permitieron la expansión de la colonización portuguesa a expensas de los dominios hispánicos.
El Alto Paraná es un río de meseta que corre encajonado entre abruptas barrancas labradas en las coladas de meláfiros (rocas efusivas permo-carboníferas) que dan origen a la formación de rápidos, correderas y cataratas, entre las que se destacan las cataratas del Guayrá, ubicadas 193 km aguas arriba de la afluencia del Iguazú. Sobre su margen derecha se localiza el territorio del Paraguay y sobre su margen izquierda se localizan los territorios de Brasil primero y Argentina después.
Aguas arriba de Corpus, donde el lecho rocoso se halla a solo 5,50 m de profundidad, el Alto Paraná tiene profundidad suficiente para la navegación de regular calado hasta Puerto Méndez, en Brasil. En Puerto Iguazú, el último de los puertos argentinos, donde el hidrómetro marca con frecuencia alturas superiores a los 20 m, el ahondamiento del cauce por el volumen de aguas que arrastra ha sido más intenso que el de sus afluentes, de modo que estos forman saltos de diferente magnitud antes de desaguar en él.

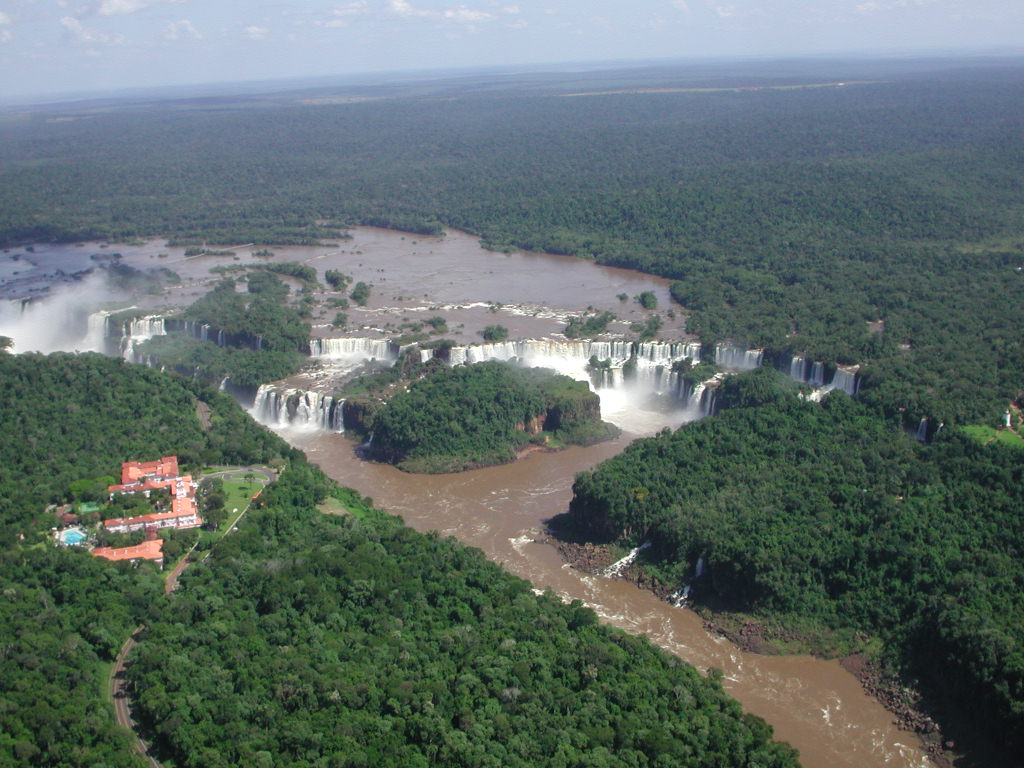
Vista aérea de las Cataratas del Iguazú.

El caso más notorio es el del río Iguazú, por el ensanchamiento del cauce aguas arriba de las cataratas que llevan su nombre, pues estas son incapaces de absorber a través de la Garganta del Diablo todo su caudal; de esta manera, se origina un hemiciclo de derrames de 2,7 km de longitud (de los cuales 2,1 corresponden a Argentina) que vierten hacia el estrecho valle de no más de 100 m de ancho por el que, a través de un trayecto de 28 km, el Iguazú se vuelca al Paraná. Esta es la consecuencia de la erosión diferencial de cuatro tipos distintos de saltos, tres de ellos salvados mediante dos escalones en basalto muy resistente a la erosión, en tanto el cuarto tipo, correspondiente al Salto Unión, presenta una escarpa basáltica de un material menos compacto, esponjoso y por ende más desgastable, asentada sobre arenisca triásica de Botuc, que facilita la erosión en la base y el efecto retrocedente que alarga la Garganta del Diablo, cuya extensión se acrecienta cada día.
La caída de agua forma dos bucles, uno que erosiona el pie de la catarata y otro que se pulveriza y eleva en forma de nube, originando el frecuente espectáculo del arco iris con la luz del sol. Esta garganta, enmarcada entre paredes de más de 60 m de altura y menos de 100 m de ancho, solo es navegable en los 20 km finales. Aguas arriba de las cataratas el caudaloso Iguazú, que a lo largo de 115 km es frontera entre la Argentina y Brasil, ve interrumpida su navegabilidad por la presencia de correderas y el ensanchamiento del cauce, que disminuye su profundidad. Estos obstáculos fueron los que impulsaron a Álvar Núñez Cabeza de Vaca, el primero que exploró este río, a continuar su trayecto por tierra, descubriendo las cataratas en 1542. 
El río Iguazú recibe un pequeño tributario, el San Antonio, río fronterizo cuyo curso sinuoso puede seguirse por el vivo contraste que presenta la ocupación humana a una y otra margen: desmontada y densamente poblada la del Brasil, despoblada y con el bosque casi virgen la de la Argentina, donde en las estribaciones de la sierra de la Victoria se desarrolla el parque nacional Iguazú.

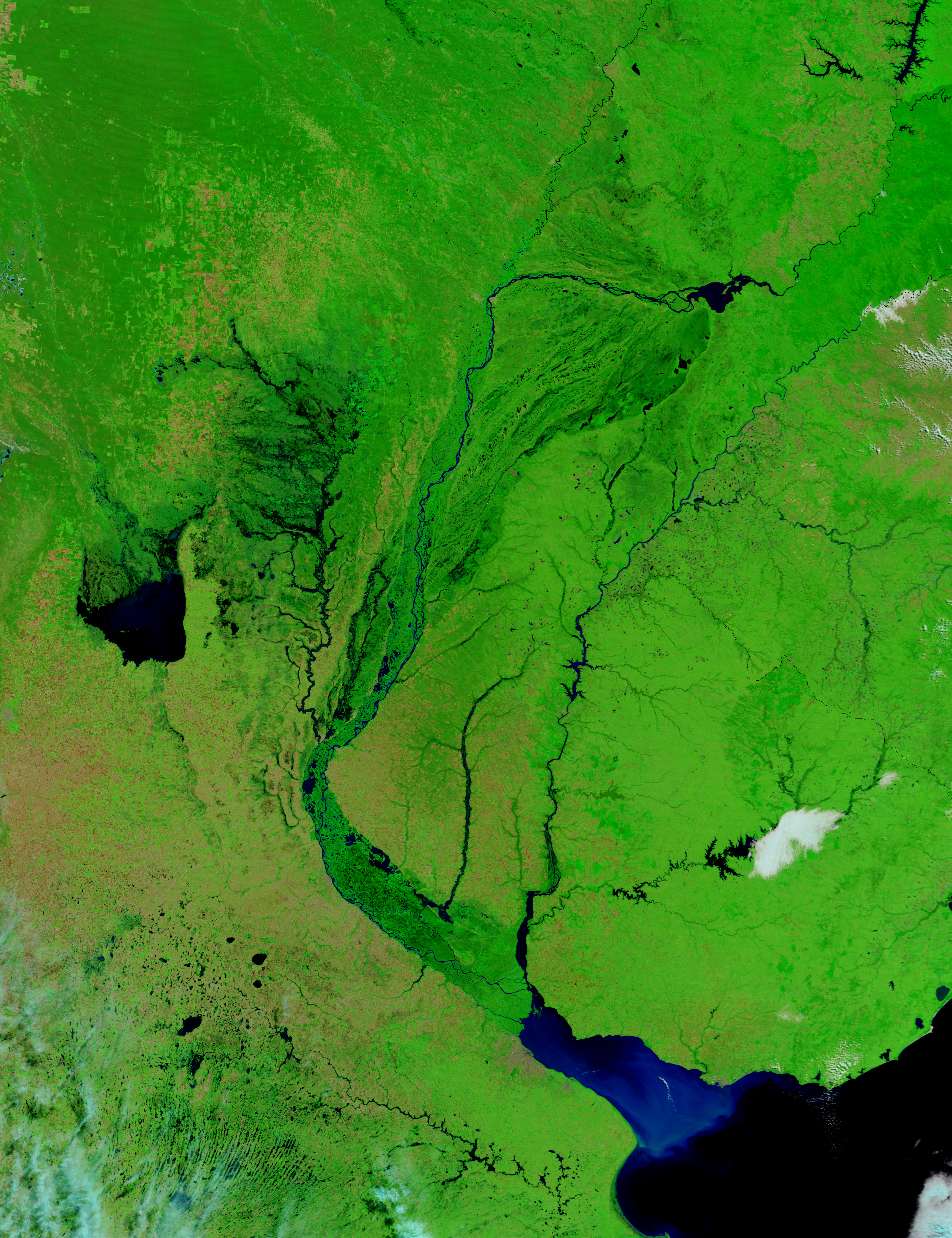
Inundaciones en Argentina en el año 2003; foto de la NASA.

La alta pluviosidad de esta zona da origen a incontables ríos y arroyos de curso meandroso, identificables solo en los casos en que el desmonte ha facilitado la erosión hídrica, dejando al descubierto los faldeos desnudos, pues el resto de estos cursos de agua quedan ocultos bajo el espeso manto de la selva desarrollado en este ambiente subtropical. 
El Alto Paraná y el Iguazú se caracterizaban como ríos de meseta, por el tono claro de sus aguas, pero la intensificación del desmonte, la frecuente roturación de los suelos por la expansión agrícola y el aceleramiento de la erosión han contribuido a que tengan en el presente un color acentuadamente rojizo debido a los materiales que llevan en suspensión. Contrastan, por ejemplo, con los tonos más oscuros de las decantadas aguas del río Acaray, que en territorio paraguayo han sido represadas a pocos kilómetros de su desembocadura en el Alto Paraná para la producción de energía hidroeléctrica cuyo principal mercado, en 1973, era la provincia de Misiones.
Desde 1973 el curso del Alto Paraná ha sido desviado con motivo de la construcción de la presa brasileño-paraguaya de Itaipú, incrementándose también en forma explosiva la población de Foz de Iguazú. Esta obra provoca considerables cambios en el régimen del río como consecuencia de las exigencias del funcionamiento de las turbinas de la central hidroeléctrica, lo que incide sobre los proyectos técnicos elaborados por la Argentina y Paraguay para los aprovechamientos de Corpus y Yacyretá.
También la vida del río podría ser alterada si muchos de sus peces no encuentran ya las condiciones propicias para su existencia, en tanto otros ejemplares de la fauna fluvial podrían ver que se amplía su hábitat, entre ellos el vector de la esquistosomiasis (que habita en las aguas someras de lento escurrimiento), flagelo que ya aflige al Brasil.
El Alto Paraná posee un clima tropical con precipitaciones concentradas en los meses de verano, que establecen el régimen del río hasta su desagüe en el río de La Plata, con predominio de caudales de verano-otoño. Las lluvias de la alta cuenca, que se producen de diciembre a abril, con un máximo en febrero, derraman los mayores montos en las nacientes del río Tieté, en la Serra do Mar, donde supera los 4000 mm anuales. El Alto Paraná discurre por un lecho tortuoso y de ancho variable, que presenta los caracteres de un río de meseta, con variación de amplitudes desde la angostura de la garganta de Jupiá, hasta el remanso que precede a los saltos de Guayrá, donde el lecho se expande a 4 km de ancho.
Responsables en parte de estas variaciones son los mantos de basalto que propician en el lecho la formación de valles estrechos, rápidos y cascadas, entre las que descuellan las cataratas del Guayrá o Sete Quedas, descubiertas por Irala y que han desaparecido por la construcción de la represa. Sus caídas estrepitosas provocaban la pulverización del agua, que formaba densas nieblas al tiempo que labraba por erosión retrocedente sucesivos peldaños de 40 m de altura, en la gran columna basáltica de la sierra de Amanbay que atraviesa el curso superior del río, y originaban la profundización y el estrechamiento del cauce. En territorio brasileño el Paraná recibe afluentes de importancia que proceden de las sierras costeras: Tieté, Paraná Panema, Ivaí e Iguazú, que establece en su tramo final el límite internacional argentino-brasileño, formando las cataratas homónimas unos 28 km antes de su desembocadura.

#### Desembocadura del Iguazú en el Alto Paraná

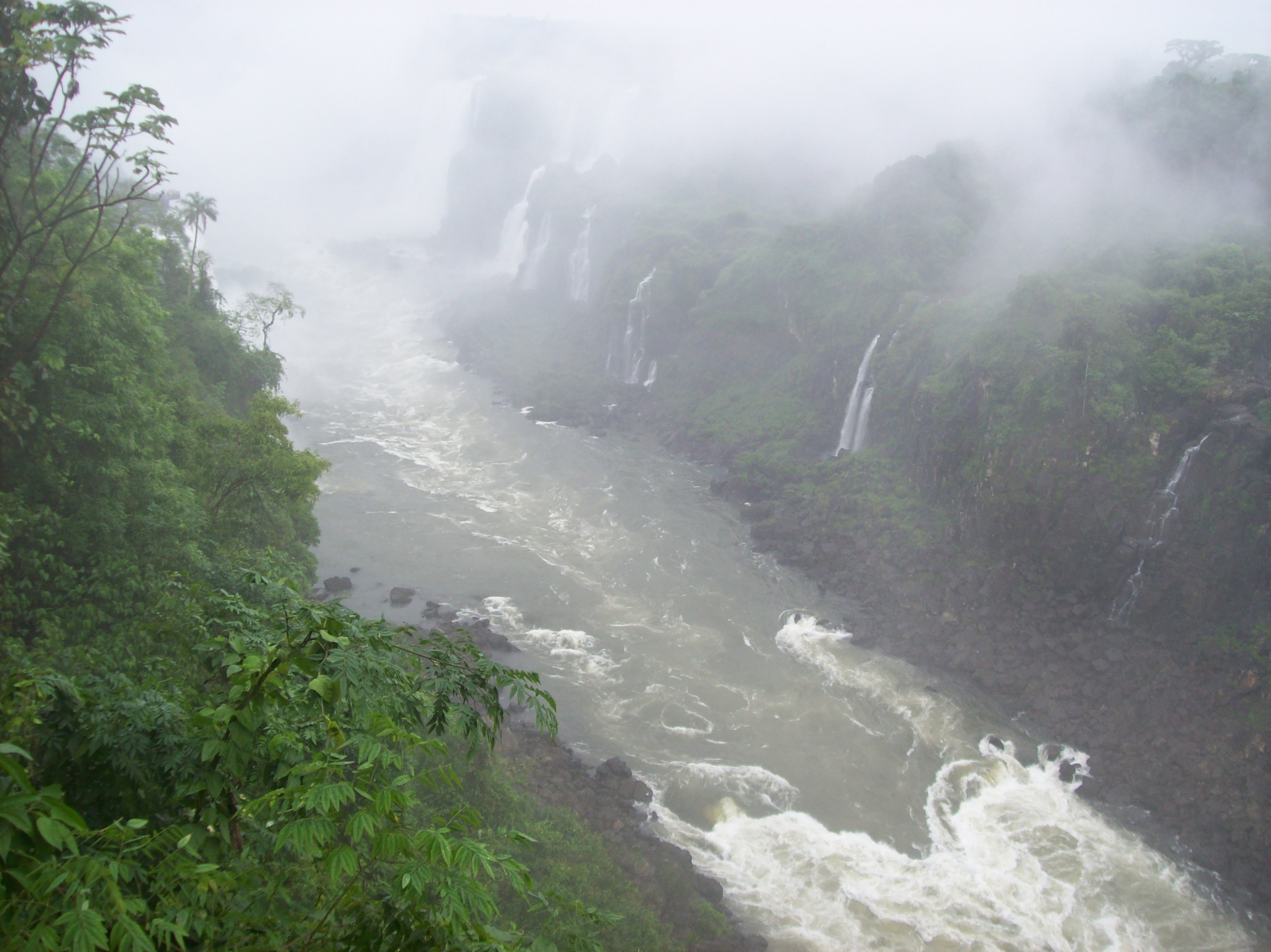
Vista del río Iguazú aguas abajo de las cataratas.

El Iguazú (vocablo que significa "agua grande") posee una longitud de 1320 km, y una cuenca de alimentación de 62 000 km²; es uno de los afluentes más largos que tiene el río Paraná en Brasil, al que pertenecen 1205 km. Nace en el planalto paranaense, a 900 m s. n. m., y cruza una región tropical que recibe un promedio de 1900 mm anuales de precipitaciones. Al desembocar en el río Paraná corta por erosión retrocedente los derrames basálticos, formando un conjunto de cascadas de gran magnitud, conocidas como Cataratas del Iguazú o Santa María, descubiertas en 1542 por el Adelantado Álvar Núñez Cabeza de Vaca, en su itinerario desde Santa Catarina a Asunción. La longitud de la línea de cresta de los saltos alcanza a 2700 m, de los cuales 600 m pertenecen al Brasil. Su origen se vincula al largo cañón labrado por el río Paraná, profundamente encajado en los mantos de basalto desde Posadas a Guayrá. Su intensa erosión retrocedente dejó a su afluentes, y entre ellos al Iguazú, corriendo a un nivel superior, obligándolos a volcar sus aguas al colector por medio de saltos. Distintos tipos de caídas de agua tallan el perfil rocoso, con ritmos más o menos veloces, entre las que descuellan el Salto Unión Americana por precipitar la máxima corriente del río a la Garganta del Diablo, dividida en dos partes por el límite internacional.

#### Otros afluentes del Alto Paraná
Aguas abajo de su confluencia con el río Iguazú el encajamiento lineal del río Paraná también origina saltos en sus afluentes misioneros. Entre ellos se destaca por su extensión el río Uruguay o Marambas y otros de menor longitud (Aguaray Guazú, Piray Guazú, Paranay Guazú, Cuñapirú, Yabebiry, etc.) y el Itaembé, que sirve de límite entre las provincias de Misiones y Corrientes. Esta característica de los ríos, cuyos lechos forman saltos rápidos y correderas, los hace aptos para la producción de energía, aunque limita su navegabilidad. Las obras realizadas por Brasil en el Alto Paraná comprometen la posibilidad de otros aprovechamientos energéticos del río, ya que cualquier alteración artificial que se provoque en una de sus partes influye inexorablemente sobre el resto del sistema, situación que se torna estratégica por tratarse de un río de curso sucesivo y soberanía compartida.
Las grandes represas construidas y proyectadas por Brasil en su territorio (Jupiá, Ilha Solteria, Itaipú y otras) pueden ejercer un papel beneficioso como reguladores del flujo de agua durante todo el año, pero su contaminación amenaza provocar graves daños a las áreas cercanas a "la desembocadura de la Cuenca del Plata", como consecuencia de que la gran cantidad de energía hidroeléctrica producida se destina a numerosos proyectos industriales para la región centro sur de ese país que han de generar fuertes concentraciones de población y afluentes urbanos e industriales contaminantes; por otra parte, ya se han detectado residuos, principalmente pesticidas provenientes de la zona de expansión de la frontera agropecuaria del Brasil. 

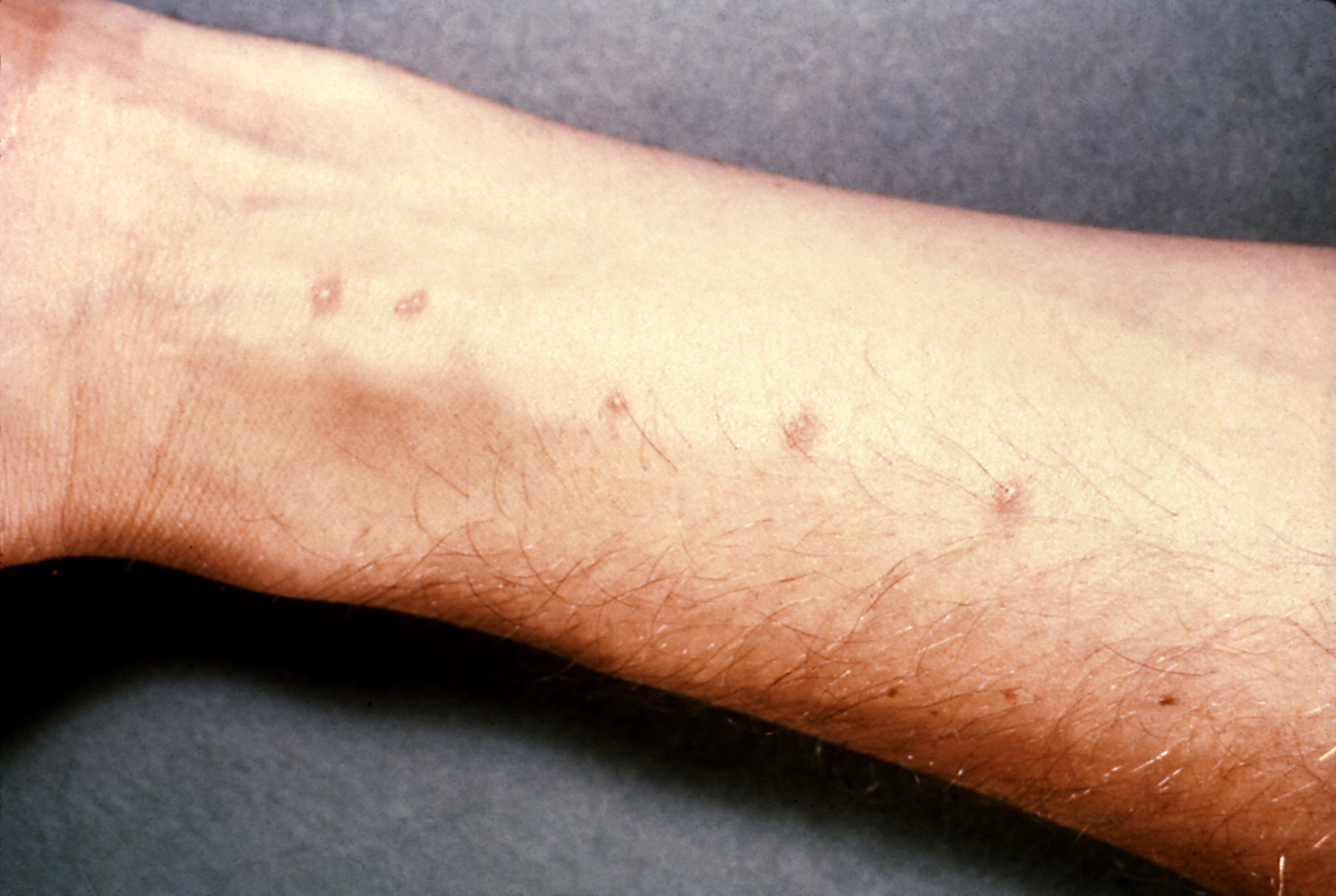
Vesículas producidas por el vector de la esquistosomiasis.

Otro factor de preocupación es la propagación, hacia toda el área de la cuenca, de la esquistosomiasis, enfermedad transmitida por ciertos caracoles (caramujo) y peces (moncholos - Pimelodus albicans) que proliferan, en especial, en la aguas lénticas, por lo que las zonas de lento escurrimiento de las represas artificiales se convierten en su hábitat. Otro elemento de perturbación es la intensificación del proceso de acumulación de sedimentos en los embalses de capacidad limitada ocasionada por la erosión hídrica y acentuado por la pérdida de la masa boscosa y las praderas de la alta cuenca, que mantenían las aguas de los ríos límpidas y sin sedimentos.
El manto de basaltos que obstruyó el curso del Alto Paraná dio origen a los llamados rápidos de Apipé, a la vez que se formaban varios brazos que rodean las islas de Ibicuy, Talavera, Apipé y otras, entre las que se destaca la de Yaciretá con 415 km², que emerge de las aguas cubierta de árboles y pastos graminosos con una altura que impide su inundación. El proyecto de aprovechamiento múltiple mediante las obras del complejo Apipé-Yaciretá acordado con Paraguay provoca un fuerte impacto sobre el albardón ribereño, con gran expansión de la zona inundada especialmente sobre la margen paraguaya y aun sobre el área de derrames del río en los Esteros del Iberá, a través de la zanja de trasvasamiento de caudales de San Miguel, con obras de regulación que permitirán el aprovechamiento de los caudales excedentes y la recuperación de casi tres millones de hectáreas aptas para la agricultura.
Las características del Río Paraguay, tanto por el brusco cambio de rumbo como por la magnitud de los caudales que aporta, siendo estos colectados en una cuenca apenas inferior a la del Paraná, a la que llegan aportes desde los relieves andinos, le otorgan características que son tratadas aparte.

#### El Paraná Medio

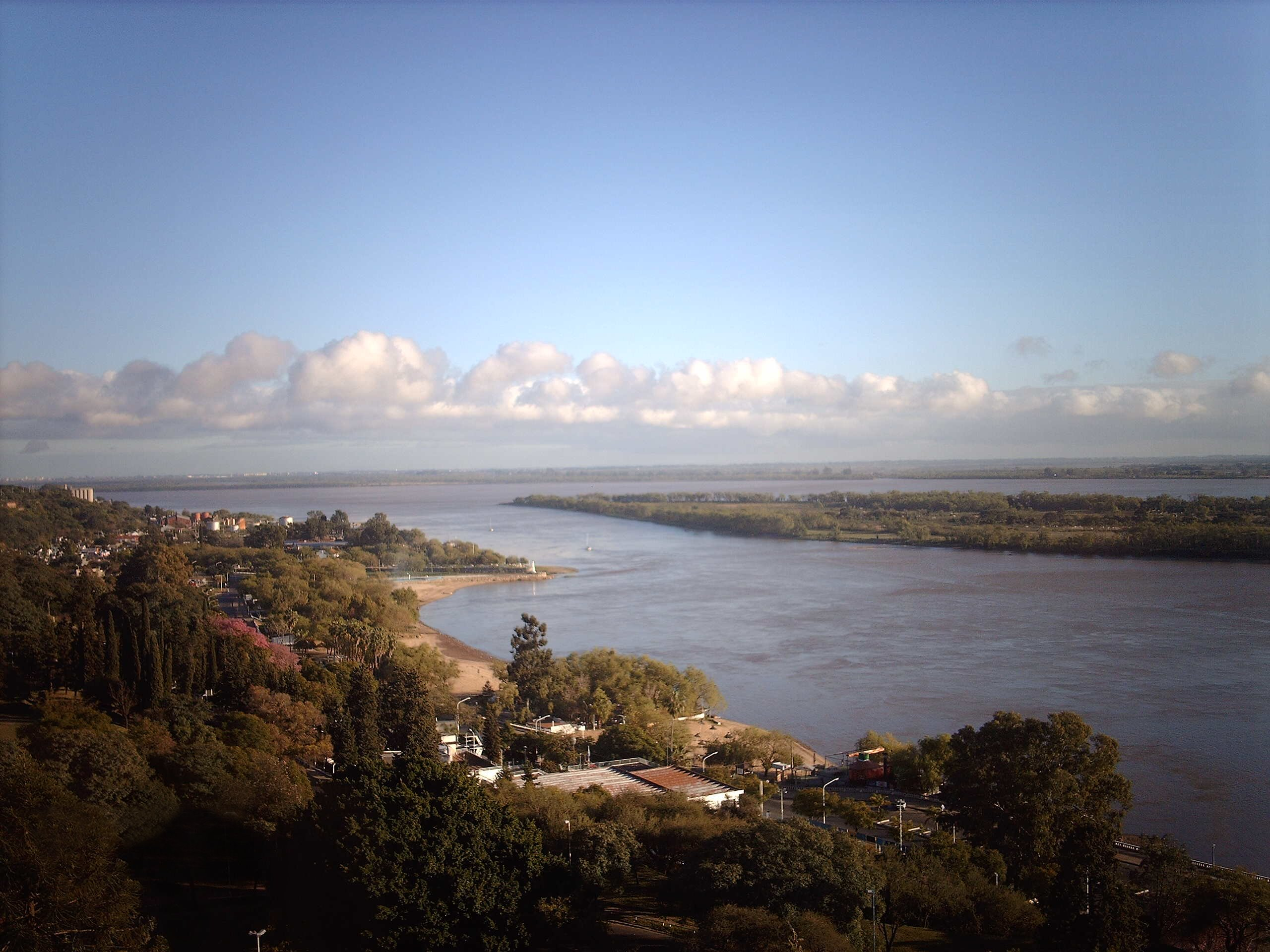
Vista del Río Paraná Medio desde la ciudad de Paraná, Entre Ríos.

Hasta Diamante se extiende el Paraná Medio a lo largo de aproximadamente 60 km, con diferencias estructurales en ambas márgenes; el valle es más estrecho que aguas abajo y, por ende, está sujeto con mayor intensidad a los efectos de las crecientes que invaden islas y terrazas fluviales. Recibe escasos afluentes que derramen sus caudales especialmente del lado correntino con rumbo noreste-sudoeste; los más importantes son los ríos Santa Lucía, Corrientes y Guayquiraró, este último, límite natural entre las provincias de Corrientes y Entre Ríos.
Por la escasa profundidad del lecho, la navegación de este tramo del Paraná se halla restringida a naves de cabotaje, pero su desnivel de 34 m ha llevado a Agua y Energía Eléctrica a formular el proyecto de aprovechamiento energético del Paraná Medio, cuya construcción modificará la dinámica hídrica al inundar el valle en su totalidad produciendo un impacto no evaluado aún. Entre los beneficios secundarios que se podrán obtener cuentan los derivados de la formación de los espejos de agua por la construcción de las represas, que superarán 1 300 000 ha, las que se constituirán en hábitat propicio para el desarrollo de camalotales —plantas acuáticas que producen biomasa renovable apta para la generación de energía química en forma de gas metano— y residuos semisólidos ricos en componentes nitrogenados utilizables en el acondicionamiento y fertilización de los suelos.
Desde la confluencia con el Paraguay, el Paraná controla su curso a través de una falla cuyo labio levantado corresponde a la margen izquierda. Su permanente proceso de erosión socava la base de la barranca a causa del ensanchamiento del cauce requerido por el proceso permanente del deltificación interna. La profusión de islas de carácter deltaico, implantadas en el lecho del río, impulsa la formación de riachos laterales —denominados "saladillos"— que acompañan al curso principal del río. Los procesos de sedimentación y erosión lateral del cauce ocasionan inconvenientes para la navegación y para las construcciones ubicadas sobre las barrancas. Al norte de la ciudad de Santa Fe se localiza una importante cuenca lacustre, de contorno irregular, que presenta tres sectores, las lagunas San Pedro, Leyes y Setúbal, a la cual concurren los ríos Saladillo, Dulce y Amargo.
En el paraje Las Cuatro Bocas recibe las aguas del Salado Norte (o: Pasaje-Juramento-Salado), de curso interprovincial (1500 km), cuya cuenca cubre 247 000 km². Sus aguas constituyen un recurso de valor estratégico para las provincias que atraviesa. Sus numerosos afluentes captan corrientes desde los nevados del borde de la Puna que integra el río Las Conchas Guachipas (Calchaquí-Santa María), cuyos recorridos reciben diferentes denominaciones y presentan en sus cursos sucesivos fenómenos de captura por erosión retrocedente.
Esto da a la cuenca superior del Salado un raro diseño, con pronunciados cambios de rumbo, como en el caso de la quebrada de Las Conchas-Guachipas (en los Valles Calchaquíes), cuya confluencia con el río Lerma da nacimiento al curso del Pasaje o Juramento que, al entrar en la provincia de Santiago del Estero, recibe finalmente el nombre de Salado del Norte. Sus caudales, incrementados con el aporte de las precipitaciones, se ven fuertemente disminuidos por los usos económicos del agua para irrigación y por las pérdidas por evaporación e infiltración, que determinan pronunciadas variaciones entre diferentes tramos de su curso. Así, en El Arenal se registra un caudal medio de 20,8 m³/s mientras que, en Suncho Corral, aguas abajo de los aprovechamientos del embalse Los Figueroas, disminuye a 15,73 m³/s.

#### El Bajo Paraná

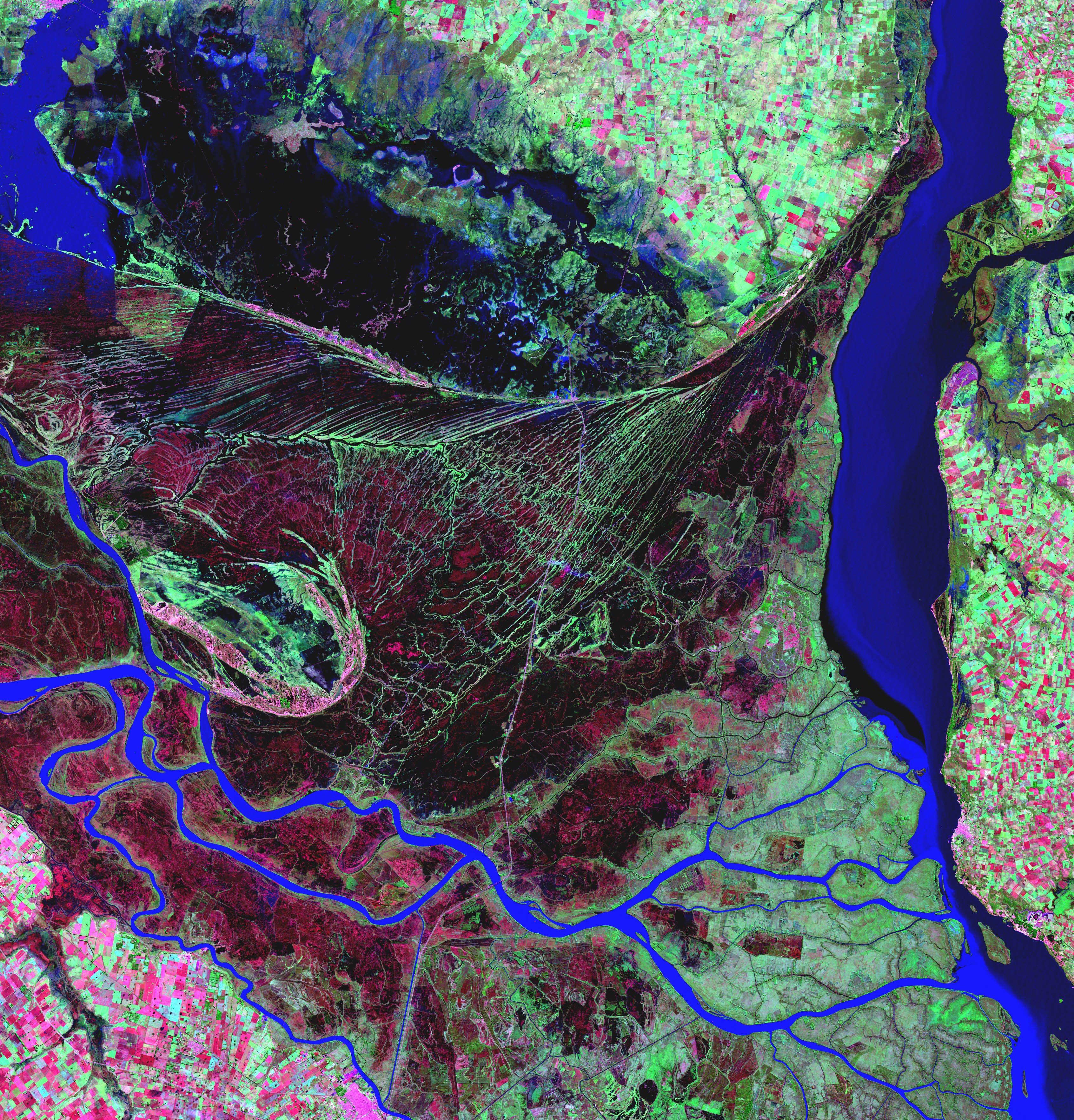
Imagen en falso color del Delta del Paraná, realizada usando longitudes de onda en el rango correspondiente al infrarrojo y al verde.

Numerosos esteros y bañados jalonan su curso (Pellegrini, Figueroa, Añatuya), cegado por los materiales fangosos que el río arrastra durante las crecientes y cuya acumulación en el lecho ha provocado los desplazamientos horizontales del curso en busca de una mayor pendiente.
El segundo afluente de importancia a este tramo es el río Carcarañá, formado por los ríos Tercero y Cuarto, provenientes de la zona montañosa (Sierras de Córdoba) y cuya cuenca imbrífera abarca aproximadamente 48 000 km². El río Tercero nace en la sierra de Comechingones y en su cuenca superior recibe numerosos afluentes que se nutren de las precipitaciones de área montañosa (600 a 1000 mm anuales), otorgándole al curso principal grandes volúmenes de agua disponibles —con un caudal medio de 27,17 m³/s— para propósitos múltiples (energía, riego y control de crecientes). Los ríos San Miguel, Santa Rosa, Grande, de la Cruz y otros drenan aguas claras hacia el río Tercero, que corta con curso antecedente el cordón de la Sierra Chica. 
El río Cuarto vuelca al Tercero las aguas de un conjunto de drenajes que descienden de la sierra de Comechingones, transformándose en un río de llanura al norte de la ciudad de Río Cuarto, originando una zona de bañados en la proximidad de La Carlota en la que sus aguas se salinizan tomando el nombre de Saladillo.
En su tramo Inferior el río Paraná discurre dividido en varios brazos anastomosados entre sí hasta su confluencia con el río Uruguay. El Delta del Paraná, con 14 000 km², se extiende a partir de la ciudad de Diamante. Con una longitud de 320 km y un ancho variable —18 km frente a Baradero y más de 60 km entre los ríos Luján y Gutiérrez— representa la más colosal manifestación del acarreo de sedimentos de la cuenca. Se halla profundamente influido por las crecidas desfasadas del río Uruguay, el régimen mareológico y, particularmente, por los procesos atmosféricos de sudestada, que provocan grandes inundaciones sobre el Bajo Delta. 
A la altura del puerto de Baradero, el río Paraná se divide en dos cursos, el Paraná de las Palmas al oeste y el Paraná Guazú al este, que abrazan la red anastomósica de canales. El sistema de fallas de rumbo norte-sur que atraviesan la provincia de Entre Ríos controla la dirección de los principales ríos que vuelcan en el curso inferior del Paraná —Nogoyá, Gualeguay y Paranacito—, los que organizan una compleja red hídrica cuyas aguas, sujetas a crecientes extraordinarias de graves consecuencias para la población, son aprovechadas con tajamares que aseguran su acopio en la época estival. Por la margen derecha el Paraná recibe en el ámbito de la provincia de Buenos Aires una serie de ríos y arroyos que desaguan la pampa ondulada: son el Ramallo, el Tala, el Arrecifes, el Areco y el Luján.

### Cuenca del río Paraguay

#### Las cabeceras

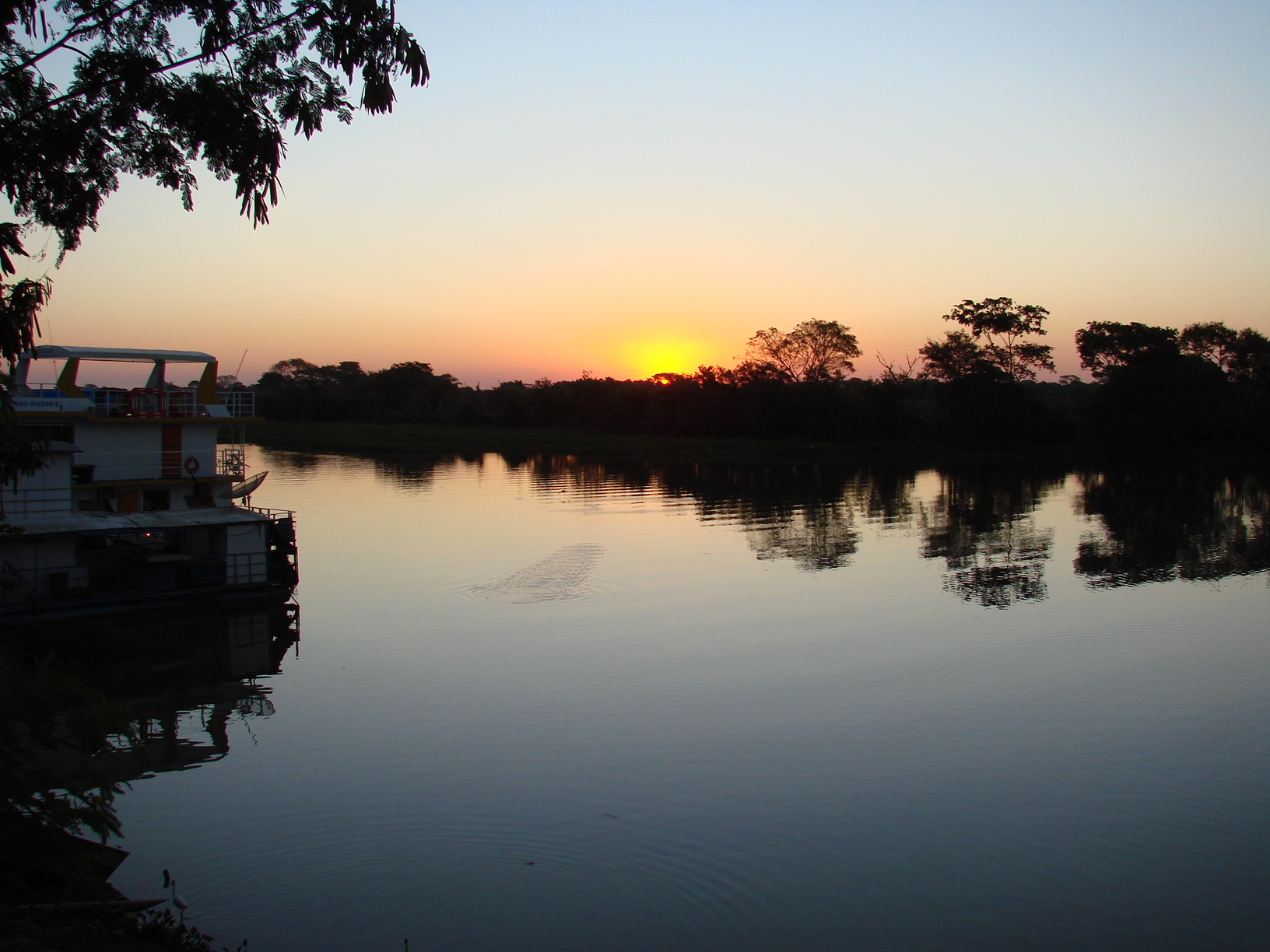
Río Paraguay.

El río Paraguay tiene sus cabeceras en la meseta de Mato Grosso, al sur de la Chapada de Parecis, a 3000 m s. n. m., y recorre 2600 km antes de desembocar en el Paraná. Es la principal vía de acceso para los países mediterráneos del sistema del Plata (Bolivia y Paraguay) y ocupa una vasta cuenca de 1 095 000 km². Con exclusión de sus cabeceras, su curso atraviesa una vasta llanura de escasa pendiente, con grandes planos de inundación, entre los que se destaca por su magnitud e influencia en el régimen de la cuenca la extensa depresión del Pantanal de Xarayes (60 000 km²), que retiene durante dos o tres meses las aguas de las crecientes, provocadas en su curso alto por las abundantes lluvias estivales. De este modo, la onda de creciente llega al tramo inferior del Paraguay entre mayo y junio. Precisamente la presencia de los bañados asegura su régimen permanente, caracterizado por la regularidad, con máximos caudales en invierno y estiaje estival y un caudal medio anual de 5000 m³/s. En sus tramos medio e inferior el río Paraguay divide dos regiones morfológicamente diferenciadas: al este la zona montañosa —que constituye el reborde oriental de la meseta de Brasilia— y al oeste la llanura chaqueña —surcada por ríos de caudal marcadamente estacional de origen local, excepto el Pilcomayo y el Bermejo, que le aportan gran cantidad de sedimentos, en especial el segundo, que transporta anualmente 100 millones de toneladas de sólidos en suspensión—, provenientes de la Cordillera de los Andes.

#### La desembocadura en el río Paraná
Al desembocar en el Paraná, el Río Paraguay produce un "remanso", ocasionado por el movimiento de hélice o voluta de las aguas del Paraná, y vierte sus aguas por tres brazos, Humaitá, Atajo y Paso de la Patria, donde se advierte el contraste de color entre las aguas claras del alto Paraná y las rojizas del Paraguay producto de la descarga de sedimentos del río Bermejo, que ponen en evidencia la significativa importancia de la erosión hídrica en la cuenca que amenaza la productividad de los suelos y desencadena procesos de sedimentación que hacen peligrar los aprovechamientos hidroeléctricos y las vías de comunicación fluvial. La ampliación de la frontera agrícola a expensas de bosque y la falta de prácticas conservacionistas facilitan la erosión hídrica.

#### Los afluentes del río Paraguay

##### El río Pilcomayo

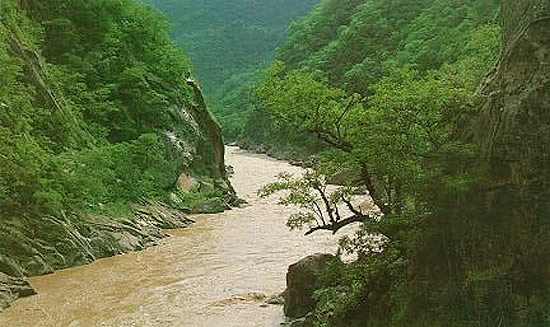
Río Pilcomayo.

El nombre del río Pilcomayo es de origen quechua (pisku - mayu) y significa: pisku= pájaros, mayu= río " es decir "río de los pájaros". Su curso compartido por tres países (Argentina, Bolivia y Paraguay) es inconstante, sujeto a las grandes variaciones de caudal que han dilatado la dilucidación de las cuestiones fronterizas entre Argentina y Paraguay. Nace en las estribaciones de la cordillera de los Frailes (Bolivia) y capta los derrames de un amplio frente andino alimentado por el deshielo. La longitud de su curso alcanza los 1070 km, en él pueden distinguirse cuatro secciones:
- La Cuenca de Alta Montaña tiene sus fuente más austral en el río San Juan en la Argentina, pero la mayor parte de él se desarrolla en territorio de Bolivia, donde colecta la mayoría de los caudales y drena una vasta zona que recibe nevadas y lluvias de alrededor de 700 mm anuales.

- El Tramo Superior recibe precipitaciones menores, es de carácter alóctono y se interna hacia el sureste en la llanura chaqueña con un cauce bien definido, pero con grandes variaciones de ancho y altura de las barrancas que lo ciñen.

- El Pilcomayo Medio es un río divagante y conflictivo que alimenta numerosos esteros y bañados como el Bañado la Estrella en la Provincia de Formosa. Cuenta con diversos afluentes temporarios; uno de ellos es el río Confuso, por el que en 1927 corría la mayor parte del caudal y que en la actualidad presenta las cabeceras desecadas.

- El Abanico Deltaico, de cauces cambiantes que se extiende hasta la desembocadura en el Paraguay, desangrando parte del caudal hacia el río Negro a través de El Reventón, con la subsiguiente imposibilidad de aprovechamiento para la navegación aguas abajo y con perjuicio para poblaciones como Clorinda.

Las crecientes del Pilcomayo se producen en verano y el estiaje a fines de invierno y principios de primavera, como corresponde a su régimen de alimentación pluvial. Los caudales varían en forma apreciable a lo largo de su curso, en especial en su tramo inferior, agostado por la pérdidas en los bañados por evaporación e infiltración, resultando el módulo medio de 200 m³/s (1941-1956: Hemiciclo Seco).

##### El río Bermejo
El río Bermejo —llamado así por el color rojizo de sus aguas debido a la gran cantidad de sedimento que estas llevan— (1450 km) es uno de los ríos interiores de mayor potencialidad de la Argentina, con una cuenca de 133 000 km². Sus nacientes reúnen las corrientes que descienden de los contrafuertes de la cordillera Oriental.
La alta cuenca del Bermejo presenta ejemplos de procesos erosivos de dimensiones extraordinarias, como el que existe en el valle de Tarija que, a la inestabilidad geológica de los depósitos cuaternarios y al régimen pluviométrico, suma una casi absoluta ausencia de tapiz vegetal y se caracteriza por el inadecuado uso agro pastoril del suelo. Aproximadamente el 34 % de su superficie total se halla afectada. En Zanja del Tigre, el río Bermejo transporta un elevado monto de material en suspensión —un promedio de 64 millones de t/año entre 1945/6 y 1962/3— lo que afecta la estabilidad de los lechos fluviales, embanca los canales y colma precozmente los embalses artificiales, obligando a costosas obras de dragado en el resto del sistema fluvial platense.
Desde Bolivia, donde drena la sierra de Santa Victoria, donde nace el río Santa Rosa y la confluencia de este, hasta las Juntas de San Antonio, donde recibe al Grande de Tarija, el Bermejo lleva la frontera internacional. Ya en territorio argentino recibe varios tributarios. Por su margen derecha recibe el Iruya, con su afluente el Pescado, el Blanco o Zenta, gran colector de las aguas del borde de la Puna de Atacama. El Iruya le aporta más del 70 % del material sólido que el río transporta en suspensión aguas abajo, producto de la potencia erosiva de su cauce, que socava las altas barrancas de areniscas blandas, cuya coloración justifica su nombre. La estacionalidad e intensidad de las precipitaciones en la alta cuenca (900 mm anuales), que concreta en verano la disponibilidad de agua para alimentar su trayecto, también influyen sobre el grado de erosión, en especial donde los suelos desprovistos de vegetación quedando expuestos a la corriente. A estos ríos en esa zona se suman en importancia el Pilaya, el Itiyuro y el Baritú.

### Cuenca del río Uruguay
El río Uruguay, eje de circulación y frontera natural de la Argentina con el Uruguay y el Brasil, es el segundo en importancia dentro del sistema del Plata, con su amplia cuenca imbrífera que cubre aproximadamente 365 000 km². Su curso recorre 1779 km, desde su naciente en las sierras Del Mar y General hasta su desembocadura en la confluencia con el Paraná Bravo.
Su amplia cuenca de alimentación se localiza en zonas que reciben 2000 mm anuales de lluvias en los meses de invierno y primavera, y que provocan crecientes retardadas en uno a dos meses. Aunque el régimen del río es muy irregular, pueden identificarse dos crecientes separadas por los estiajes de enero y agosto. El caudal medio anual en Concordia es de aproximadamente 4000 m³/s, aunque se han registrado caudales máximos de 17 720 m³/s (1965). En su curso son frecuentes los derrames basálticos que crean rápidos, saltos y restingas talladas por la erosión hídrica. Precisamente, 15 km al norte de Concordia la ruptura de pendiente de Salto Grande (afloramiento de meláfiros), que marca un límite para la navegación aguas arriba, se ha aprovechado para llevar a cabo el proyecto hidroeléctrico homónimo.
La obra del complejo Salto Grande afecta el escurrimiento y los procesos erosivos aguas abajo, regulando los caudales. Ha motivado la formación de un gran lago de embalse y la inundación y traslado de poblaciones.
Las costas del río Uruguay son diferentes. Sobre la margen izquierda posee altas barrancas —lo que también se observa en la zona de Misiones, donde forma los saltos del Moconá—, pero en la zona de Corrientes y Entre Ríos son generalmente bajas. Sus principales afluentes son el Aguapey, Miriñay, Mocoretá y Gualeguaychú en la Argentina, y el río Negro en Uruguay.

### Cuenca del Río de la Plata
El Paraná finalmente desemboca en el Río de la Plata. No muy lejos de su desembocadura se encuentra la isla Martín García, un promontorio rocoso de solo 2 km² de superficie, formada por un afloramiento del basamento cristalino.
El río Uruguay es arrinconado contra la banda oriental por el voluminoso aporte sedimentario transportado por el Paraná, que no solo forma un espacioso delta que avanza a razón de 70 a 90 m por año, sino también la Playa Honda o Placer de las Palmas.
El Río de la Plata ocupa una amplia cubeta enmarcada por las líneas de falla del Uruguay, el Paraná Guazú y el Paraná de las Palmas, que constituyó por mucho tiempo la principal vía navegable en la que se fundaron puertos como los de Campana y Zárate, este último de importancia crucial por constituir la cabeza de puente del ferrobarco que vinculaba a la costa pampeana con Puerto Ibicuy, en Entre Ríos. En el año 1973 el cauce estaba prácticamente obliterado por los sedimentos y el tránsito de ultramar era derivado al Paraná Bravo. En la actualidad el dragado del canal Mitre ha reactivado el tránsito por el Paraná de las Palmas y el puente Zárate-Brazo Largo ha relevado al viejo ferrobarco. El Río de la Plata se caracteriza por la existencia de un delta fluvial (Delta del Paraná), probablemente fruto de un delta decapitado durante la ingresión marina del Querandinense.

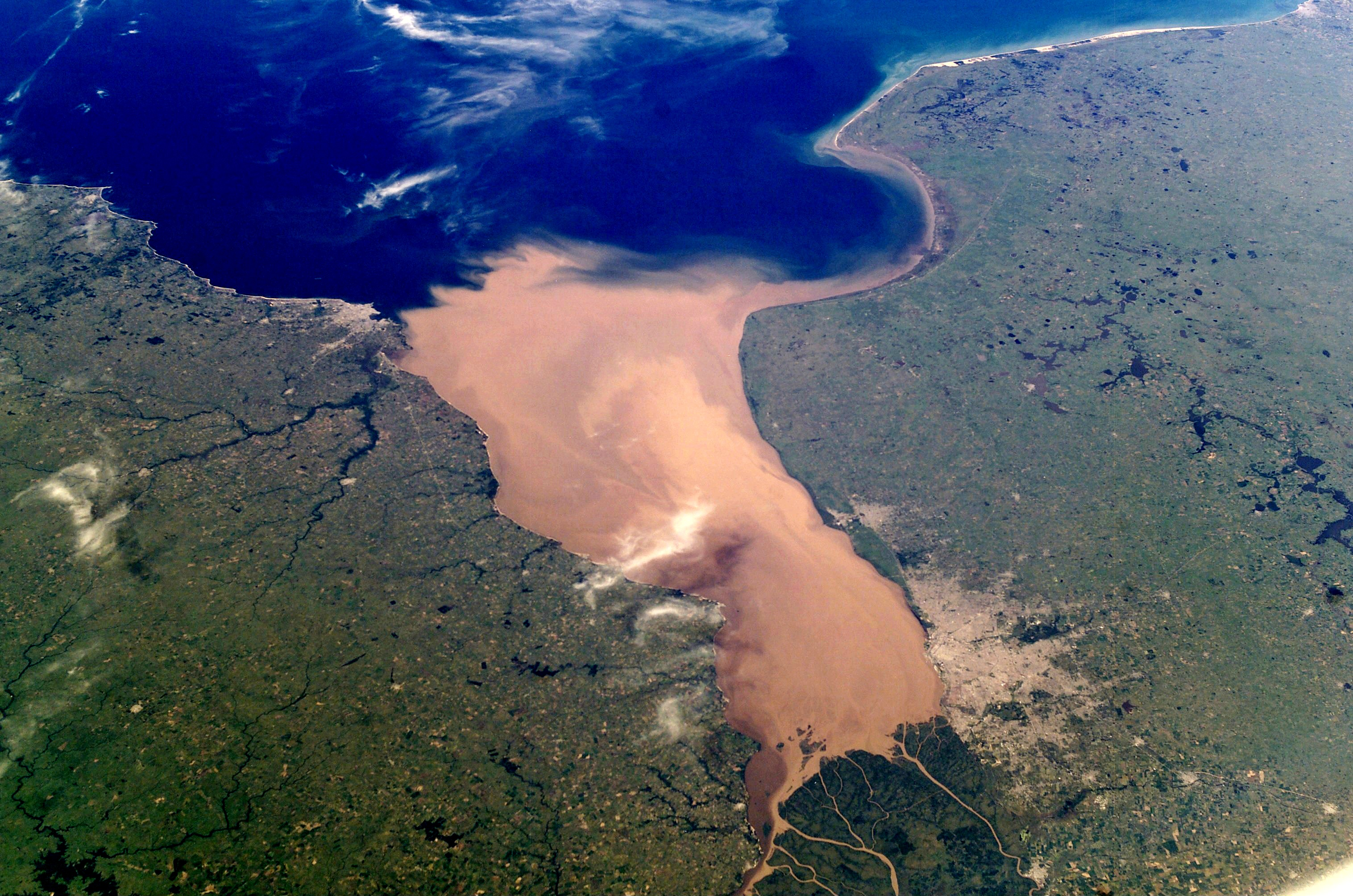
Imagen del Río de la Plata tomada desde satélite. Se aprecia el estuario del río Uruguay y el delta del río Paraná. En la margen derecha destacan Buenos Aires y La Plata; en la izquierda, se aprecia Montevideo, próximo a la desembocadura del río Santa Lucía.

El Río de La Plata posee una superficie de 35 000 km²; nace de la confluencia del brazo principal del río Paraná con el río Uruguay, y desemboca en el mar formando un amplio estuario, que desagota el extraordinario caudal de su vasta cuenca (entre 16 000 y 23 000 m³/s). Es compartido por la República Argentina y la República Oriental del Uruguay. Su longitud hasta la línea imaginaria que une la punta Norte del Cabo San Antonio (Argentina) con Punta del Este (Uruguay) es de 275 km, presentando un ancho variable que alcanza 40 km, entre Buenos Aires y Colonia del Sacramento, y más de 270 km en su desembocadura.
El régimen del río está influenciado por los caudales de sus dos principales tributarios y por la acción de las mareas y la participación de las típicas situaciones del tiempo: sudestadas y pamperos que empujan sus aguas respectivamente hacia la costa argentina o uruguaya. 
Por la margen derecha recibe una serie de afluentes — Arroyo del Medio, Luján, Reconquista, Matanza o Riachuelo, Maldonado, Santiago, Samborombón entre muchos otros arroyos y ríos— entre los que se destaca por su mayor extensión el Salado. Por la margen izquierda el principal afluente es el río Santa Lucía.
El Salado del Sur, típico río de llanura, traza gran cantidad de meandros que ocupan su valle plano y muy amplio con numerosas lagunas: Chañar, La Picasa, Mar Chiquita de Junín, Gómez, del Carpincho, Encadenadas del este, y muchas más. Tras un recorrido de 650 km, con rumbo noroeste-sudeste por la provincia de Buenos Aires, desemboca en la bahía de Samborombón, oficiando dificultosamente de desagüe para una cuenca cercana a los 40 000 km². En el pasado geológico, su curso se hallaba unido al río Quinto —como atestiguan la serie de cañadas y depresiones que los conectan—, pero actualmente constituye un emisario lacunar cuya escasa pendiente y profundidad provocan frecuentes inundaciones y desbordes en ocasión de lluvias copiosas, siendo un río no apto para riego, navegación o, generación de energía hidroeléctrica, ni siquiera como colector eficiente de los aportes que recibe principalmente por su margen derecha: arroyo Vallimanca, arroyo Las Flores y arroyo El Gualicho. Una serie de obras de defensa para evitar las episódicas inundaciones, principalmente canales, articulan el drenaje de otros cursos que desaguan en la bahía de Samborombón (arroyo de los Huesos, arroyo Langueyú, arroyo Chapaleofú y arroyo Tapalquén). En mayo de 1980 la inundación desplazó casi 30 000 millones de toneladas de agua a todo lo ancho de la cuenca del Salado (7 000 000 ha), anegando centros poblados y campos, cuyo lavado y posterior salinización, y la pérdida del pastizal destinado a la cría de animales provocó ingentes daños a la población.

## Problemática ambiental

### Los problemas con las especies exóticas

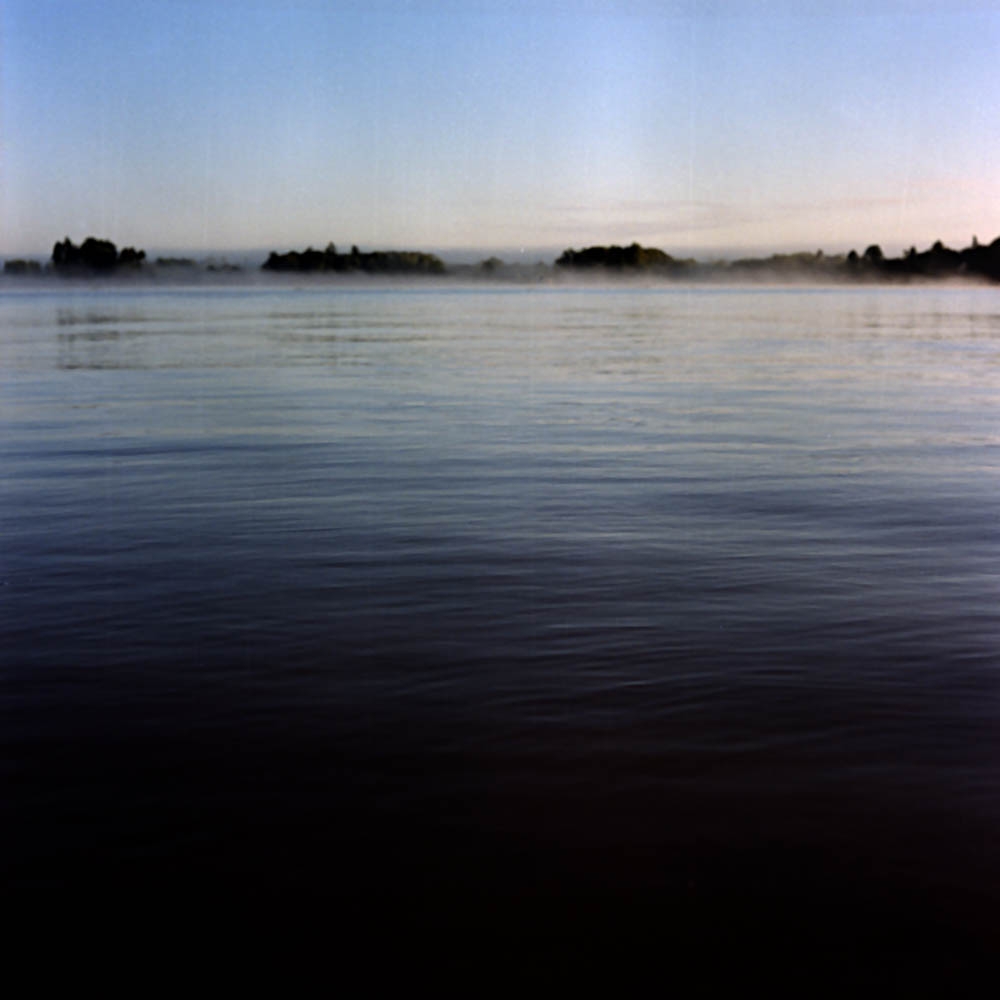
El Paraná de las Palmas recibe un sinnúmero de descargas cloacales, desechos industriales y agrotóxicos. Aguas abajo se encuentran las tomas que proveen de agua potable a Buenos Aires, La Plata y sus alrededores, donde vive un tercio de la población de Argentina.

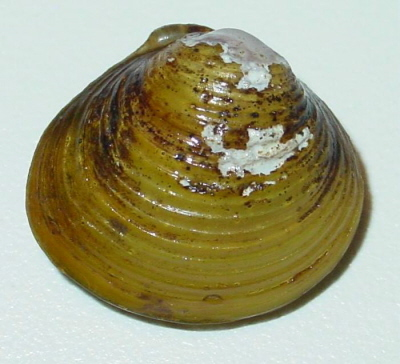
Corbicula fluminea uno de los bivalvos exóticos llegados al Río de la Plata.

Una especie exótica puede interactuar de distintas maneras con el ambiente en el que ingresa. En el mejor de los casos, se adapta al nuevo medio y termina en relativo equilibrio con la comunidad preexistente, sin alterarla de modo apreciable. Sin embargo, cuando se caracteriza por tener alta tasa de crecimiento, gran energía reproductivo-adaptativa, fuerte capacidad de dispersión y, además, por carecer de enemigos naturales en el nuevo ecosistema, ya fuesen depredadores o competidores por los recursos, se expande rápidamente y ocupa de modo efectivo el territorio. Este es el comportamiento típico de las especies invasoras, que pueden producir alteraciones importantes en el ambiente que invaden, ya sea este natural o humano.
Al río ha llegado una especie de exótica de bivalvos de agua dulce, Limnoperna fortunei, que por esta vía accedió a todo el continente americano, así como dos especies más de la familia Corbiculidae: Corbicula largillierti y C. fluminea.
La distribución y modo de vida de los bivalvos exóticos llegados al Río de la Plata —C. fluminea y L. fortunei— se consideran especies invasoras porque, además de ser exóticas, se caracterizan por una temprana maduración sexual, una gran capacidad reproductora y un considerable poder de adaptación a los ambientes que colonizan, ya sean naturales o creados por el hombre.
Los procedimientos usados con moluscos en otros países son muy variados; incluyen descargas eléctricas, tratamiento de las aguas con cloro (o cloración), venenos muy tóxicos, electromagnetismo, altas temperaturas y ultrasonido. Muchos son caros y, en el caso de los venenos, hay que considerar los riesgos de su toxicidad residual.
Hoy la presencia de estas nuevas especies no solo se registra en el área propia del río, sino también, en muchos otros sitios de su cuenca mayor, como los ríos Carcarañá, Paraná y Uruguay, igual que cuerpos de agua que les están conectados o les son adyacentes, lo cual incluye a las provincias argentinas de Córdoba, Santa Fe, Entre Ríos, Corrientes, Misiones y Chaco.

### La sedimentación en el Río de la Plata
Su lecho está ocupado por bancos de arena y arcilla que obligan a su permanente dragado para posibilitar la navegación. Dicho método no suprime las causas de la potente sedimentación, sino que solamente atenúa sus efectos, reflejo de procesos de erosión hídrica que ocurren a miles de kilómetros de distancia. Algunos signos reproducen espectacularmente su impacto sobre las economías vinculadas a los puertos de los ríos Paraguay, Paraná y de la Plata, que exportan aproximadamente 20 millones de m³